# Чыонг Тан Шанг
Чыонг Тан Шанг (вьет. Trương Tấn Sang, 21 января 1949 года, уезд Дыкхоа, провинция Лонган, Французский Индокитай) — президент Вьетнама с 2011 по 2016 годы. Член политбюро Центрального Комитета Коммунистической партии. Стал президентом страны по итогам голосования в Национальной ассамблее в июле 2011 года. Чыонг Тан Шанг — член Политбюро с 1996 года. Был секретарём партии в Хошимине с 1996 по 2000 годы.

## Ранняя карьера
Чыонг Тан Шанг вступил в Коммунистическую партию 20 декабря 1969 года. В 1971 был заключён в тюрьму южновьетнамским правительством, но уже в 1973 был выпущен по итогам Парижского мирного договора.
В 1990 году получил степень бакалавра в Национальной академии государственного управления.
В 1991 стал членом центрального комитета в национальной партии.
На съезде партии в апреле 2006-го был назначен исполнительным секретарём секретариата партии, что даёт право контролировать состав и структуру партии.

## Пост президента
25 июля 2011 года Национальным Собранием Шанг избран президентом Вьетнама. В предвыборной кампании Шанг обещал защищать территориальную целостность и независимость государства, а также решить территориальный спор за острова Спратли с Китаем мирным путём. Также, он предпримет такие действия, которые позволят Вьетнаму к 2020 году стать промышленной и модернизированной страной.
25 июля 2013 Шанг встретился с Бараком Обамой, президентом США, для обсуждения вопросов торговли.